# Rifu (Miyagi)
Rifu (利府町 Rifu-chō?) es un pueblo localizado en la prefectura de Miyagi, Japón. En octubre de 2018 tenía una población de 35.591 habitantes y una densidad de población de 793 personas por km². Su área total es de 44,89 km².

## Geografía

### Municipios circundantes
- Prefectura de Miyagi
  - Sendai
  - Tagajō
  - Shiogama
  - Tomiya
  - Ōsato
  - Taiwa
  - Matsushima

## Demografía
Según datos del censo japonés, la población de Rifu ha aumentado en los últimos años.
| Año del censo | Población |
| ------------- | --------- |
| 1995          | 25.135    |
| 2000          | 29.848    |
| 2005          | 32.257    |
| 2010          | 33.994    |
| 2015          | 35.835    |